# Lac Rond (col de la Vanoise)
Pour les articles homonymes, voir Lac Rond.
Le lac Rond est un lac de France situé dans les Alpes, dans le département de la Savoie. 

## Géographie
Il se trouve dans la Maurienne, à l'est de Pralognan-la-Vanoise, dans le parc national de la Vanoise. À 2 494 mètres d'altitude, il est dominé par la Grande Casse (3 855 m) au nord-est, la pointe de la Réchasse (3 212 m) au sud et l'aiguille de la Vanoise (2 797 m) au nord-ouest. À quelques mètres en aval au sud-est s'étend le lac du Col de la Vanoise et par-delà s'écoule le ruisseau de la Vanoise, affluent du Rhône via la Leisse, le Doron de Termignon, l'Arc et l'Isère.
Le refuge du Col de la Vanoise se trouve au col de la Vanoise à quelques dizaines de mètres au nord-ouest du lac, points de passage du GR55 et du Tour des Glaciers de la Vanoise. Avec les lacs des Vaches, des Assiettes, Long et du Col de la Vanoise, le lac Rond est l'un des lacs à chapelet qui s'égrènent autour du col de la Vanoise.

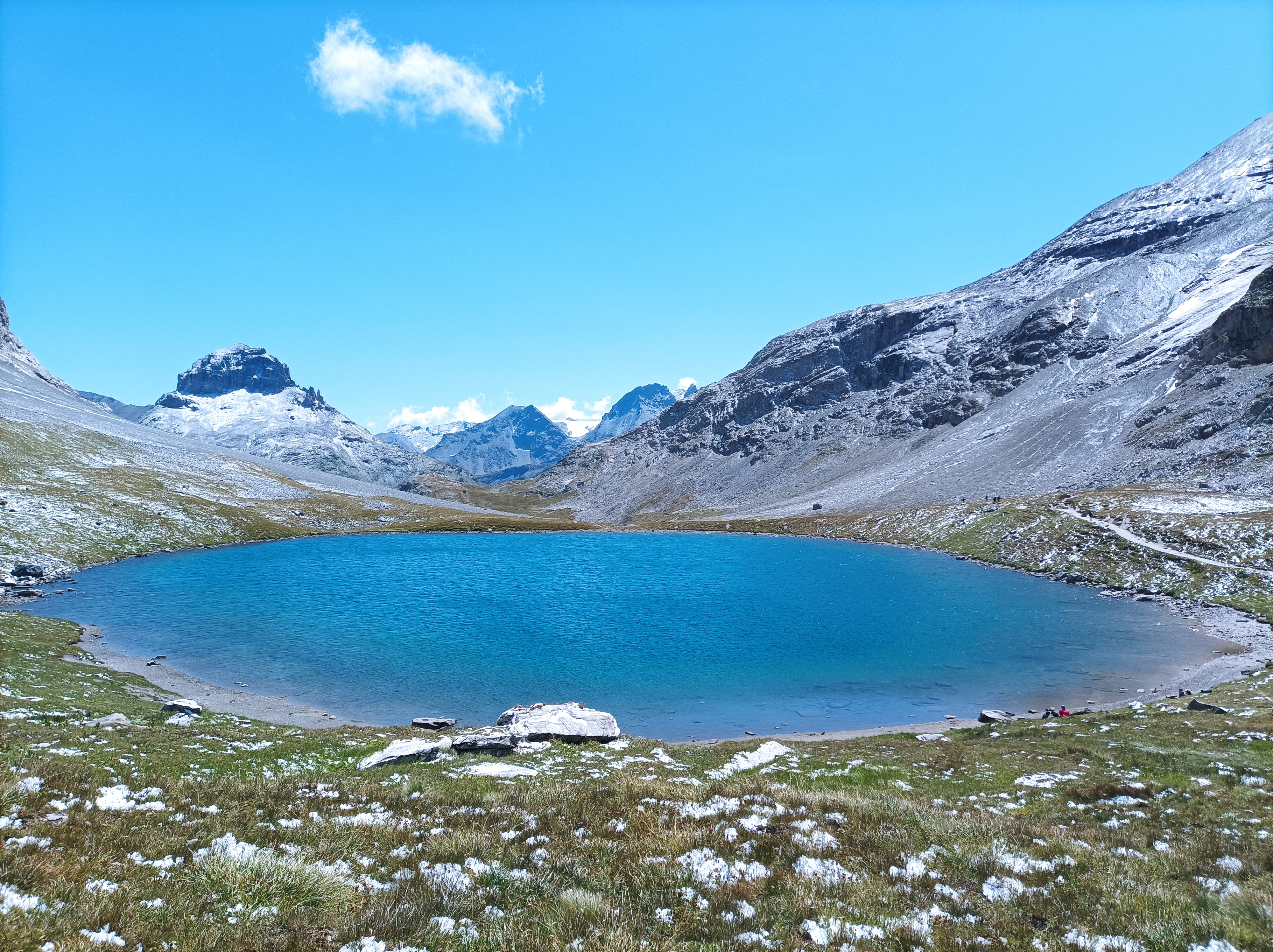
Vue depuis le col de la Vanoise au nord-ouest du lac Rond avec au loin les pointes de Pierre Brune, des Broès et du Vallonnet de gauche à droite en août 2023.

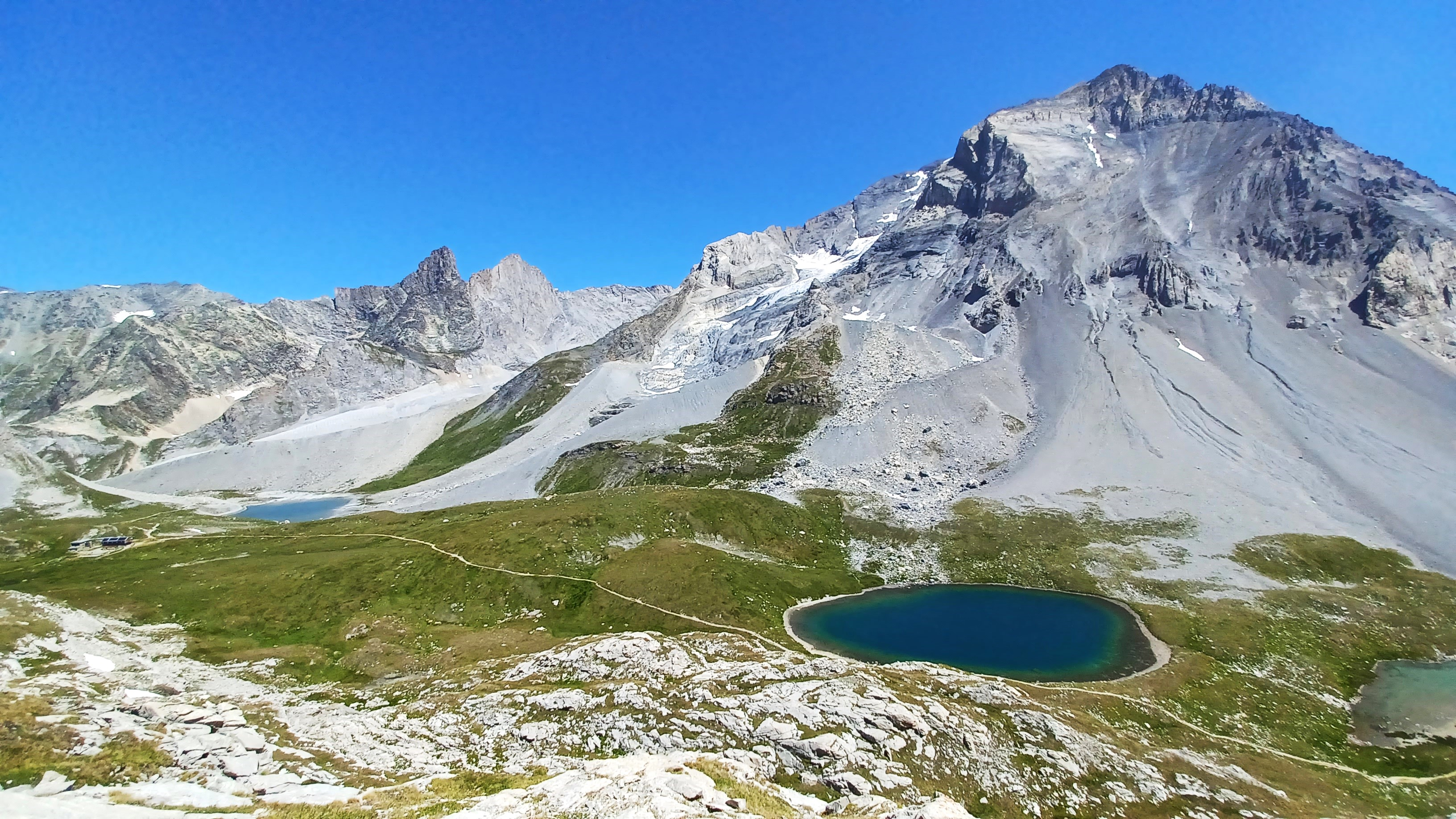
Vue depuis le sud du col de la Vanoise avec de gauche à droite les lacs Long, Rond et du Col de la Vanoise dominés par les pointes de la Grande et de la Petite Glière et la Grande Casse en juillet 2022.